# Jean Plessington
Jean Plessington, né vers 1637 et mort le 19 juillet 1679, est un prêtre catholique anglais, exécuté en tant que tel sous le règne du roi Charles II. Membre des quarante martyrs d'Angleterre et du pays de Galles, il est béatifié en 1929 par le pape Pie XI, puis canonisé en 1970 par le pape Paul VI.

## Biographie
Issu d'une famille catholique persécutée par l'Angleterre anglicane, Plessington est instruit par les Jésuites à Scarisbrick Hall, puis au Royal College de Saint-Alban à Valladolid, en Espagne, et enfin au Séminaire de Saint-Omer, en France. 
Il est ordonné le 25 mars 1662 à Ségovie, en Espagne, puis retourne en Angleterre en 1663 dans le but d'y convertir les catholiques. Il prend alors le nom de William Scarisbrick. Rapidement, il est accusé de prendre part au « complot papiste » ; il est arrêté à Chester par Titus Oates et emprisonné pendant deux mois. Condamné à mort en sa qualité de prêtre catholique, il est pendu, traîné jusqu'à la potence et écartelé sur la colline de Gallow, à Barrowshill, le 19 juillet 1679. 

## Vénération
Béatifié en 1929 par le pape Pie XI, il est canonisé le 25 octobre 1970 par le pape Paul VI, en même temps que les autres martyrs d'Angleterre et du pays de Galles. Il est célébré individuellement le 19 juillet, mais aussi le 25 octobre avec le groupe des martyrs.  

## Source
- (en) Cet article est partiellement ou en totalité issu de l’article de Wikipédia en anglais intitulé « John Plessington » (voir la liste des auteurs).